# Charles Wright Mills
Charles Wright Mills (Waco, 28 agosto 1916 – West Nyack, 20 marzo 1962) è stato un sociologo statunitense.
È ricordato soprattutto per aver studiato la struttura del potere negli Stati Uniti d'America nel suo libro Le élite del potere. Tale struttura secondo Mills è costituita dalla triade della élite economica, di quella politica e di quella militare.
C. W. Mills era un convinto sostenitore della responsabilità degli intellettuali nella società successiva alla seconda guerra mondiale. Secondo lui erano necessari prese di posizione ed impegno al posto di un disinteressato interesse accademico, in modo da costituire un "apparato di comprensione pubblica" e di "coscienza collettiva" in grado di contrastare le politiche delle élite istituzionali, espresse nella triade economica, politica e militare.

## Biografia
Intraprende i suoi studi presso l'Università del Texas ad Austin, dove si laurea nel 1939 e successivamente frequenta l'Università del Wisconsin-Madison e conosce il professore di sociologia Hans Gerth, un rifugiato tedesco che lo avvicina al pensiero di Max Weber. Dal 1941 al 1945 è professore associato di sociologia alla University of Maryland di College Park (Maryland). Dal 1945 al 1948 è direttore del Labor Research Division del Bureau of Applied Social Research (BASR) della Columbia University di New York, N.Y. coordinato da Paul F. Lazarsfeld (1901-1976). Dal 1945 al 1962 lavora al dipartimento di sociologia della Columbia University prima come lettore (1945-1946), poi come professore assistente (1946-1950), poi ancora come professore associato (1950-1956), infine come full professor (1956-1962). Dal 1954 al 1956 è anche lettore esterno al William Alanson White Institute of Psychiatry, Psychoanalysis, and Psychology in New York. Morì prematuramente nel marzo 1962 di un attacco cardiaco. 
Sociologo di fama internazionale, considerato da alcuni uno dei maggiori del nostro tempo, ogni sua opera sollevò accese polemiche e scandalo specialmente negli Stati Uniti d'America, la cui società fu esaminata con grande profondità nella sua analisi. Mentre i conservatori lo bollavano come "uomo di sinistra", i liberal si stupivano non avesse tenuto nella debita considerazione l'importanza politica ed istituzionale della Corte Suprema. D'altro canto l'ex Unione Sovietica, pur pubblicando il suo libro Le élite del potere come critica della società statunitense, concludeva nell'introduzione che l'autore era comunque schierato "nelle speranze e nelle simpatie dalla parte del mondo occidentale".
In realtà l'analisi di Mills prendeva in considerazione i profondi cambiamenti maturati nella società statunitense anche e soprattutto a causa della seconda guerra mondiale, al punto di arrivare a definirla "post-moderna". Tali cambiamenti spazzavano via le illusioni settecentesche di una possibile divisione dei poteri e vedevano anzi crescere in modo irresistibile la concentrazione dei poteri politico, militare, industriale. Concentrazione che si sarebbe poi chiaramente manifestata in quello che lo stesso presidente Eisenhower definì nel suo ultimo discorso "il pericoloso complesso militare-industriale".

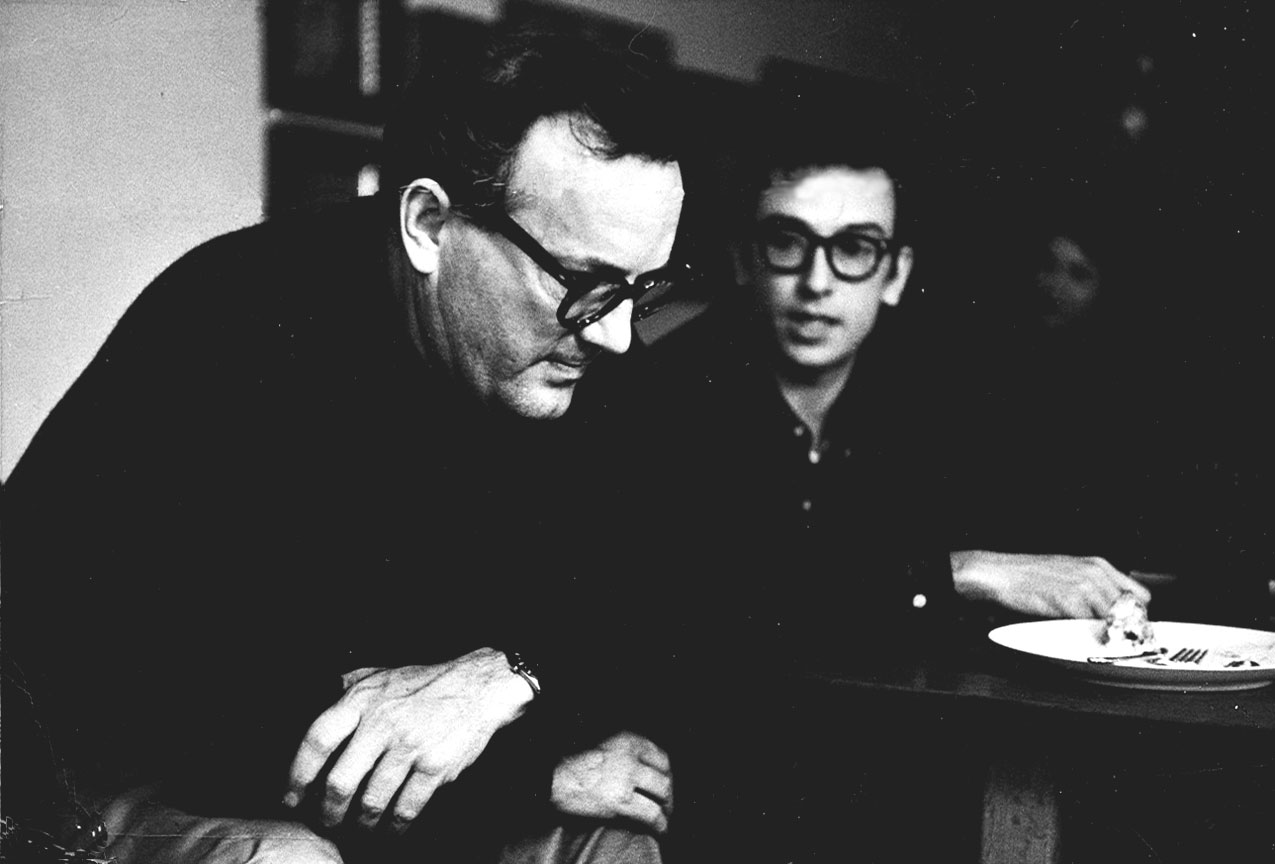
Charles Wright Mills (a sinistra) e Saul Landau (a destra) il quale all'epoca era suo assistente.

Le élite del potere fu attentamente studiato da Fidel Castro e Che Guevara nelle prime fasi della rivoluzione cubana, che all'epoca Mills vedeva con simpatia come possibile terza alternativa tra capitalismo e bolscevismo. Per dare un'idea dell'importanza di C. W. Mills, si pensi che alcuni studiosi (John H.Summers che insegna storia delle idee ad Harvard) sostengono che: "In relazione ai movimenti di rivolta globale del sessantotto, la CIA identificava C.W. Mills come uno dei più influenti intellettuali della Nuova Sinistra a livello mondiale, nonostante fosse morto già da sei anni".

## Opere
I suoi libri sui nuovi leader, The new men of the power: America's Labor Leaders (1948), e sulla classe media statunitense, Colletti bianchi (1951), nonché quelli sulle strutture di potere statunitense, Le élite del potere (1956) e Politica e Potere (1960), esaminano le contraddizioni di questa società in cui l'uomo si crede libero, mentre sta diventando sempre più uomo-massa, strumentalizzato dall'alto attraverso la burocrazia, l'informazione, l'industrialismo, l'urbanesimo. C.W.Mills rimette totalmente in discussione l'idea che le cosiddette democrazie siano regimi di effettiva libertà. Altri importanti lavori sono: The Causes of World War Three (1958), Listen, Yankee:  The Revolution in Cuba (1960), e The Marxists (1962). Il romanzo The Death of Artemio Cruz (1962), del romanziere messicano Carlos Fuentes, è a lui dedicato. La dedica dice: " A C.Wright Mills, vera voce del Nord America, amico e compagno di lotta dell'America Latina".

### I nuovi uomini del potere: i leader sindacali degli Stati Uniti d'America
(The new men of the power: America's Labor Leaders)
Vi si studia la Labor Metaphysic e la dinamica secondo cui i leader sindacali collaborano con gli industriali e i finanzieri. C.W.Mills conclude che il lavoro, come attività sociale, viene servito su un piatto d'argento, trasformandosi da sfida strutturale in comodo ingranaggio del sistema. Attraverso questa incorporazione nel sistema i leader sindacali giocano un ruolo, per quanto subordinato, nella élite di potere degli Stati Uniti d'America.

### Colletti bianchi: il ceto medio statunitense
(White Collars: The American Middle Classes) del 1951 ristampato come Colletti bianchi da Edizioni di Comunità, Torino 2001, pagg. XXI+472.
Sostiene che le varie burocrazie esercitano una tale sopraffazione sul singolo lavoratore cittadino da privarlo del suo pensiero indipendente e ridurlo ad una specie di robot che sia allo stesso tempo sfruttato ma contento di ciò.

### L'élite del potere
(The power élite) (1956), trad. it. L'élite del potere, Feltrinelli, 1986.
Descrive il nesso sociale e psicologico tra le élite politica, militare ed economica, intendendo come élite il gruppo organizzato di persone che si trovano ai vertici di queste tre istituzioni. Queste persone condividono una comune visione del mondo:
- la metafisica militare: una definizione militare della realtà
- la identità di classe: si riconoscono separati e superiori al resto della società
- la interscambiabilità: si muovono all'interno e attraverso le tre strutture istituzionali mantenendo comitati direttivi di collegamento
- la cooptazione / socializzazione: l'assimilazione o socializzazione di nuovi membri candidati della élite avviene solo in base al successo della loro immedesimazione o autoclonazione all'interno di tali élite.

Queste élite organizzate negli ordini istituzionali dei "tre grandi" (big three) si appoggiano su un'alleanza "precaria" basata sulla loro "comunità di interessi". Tale precaria comunità è comunque saldamente guidata dalla metafisica militare che ha trasformato l'economia in una permanente economia di guerra. Per il lettore italiano tale struttura sociale può presentare singolari affinità con il fenomeno mafioso.

### L'immaginazione sociologica
(The Sociological Imagination) 1959 tradotto da Q.Maffi per Il Saggiatore 1962. Si tratta di un atteggiamento mentale che porti ad una sociologia capace di collegare le esperienze individuali e le relazioni sociali. Le tre componenti della immaginazione sociologica sono:
- La storia: come una società viene in essere, come cambia e come fluisce in essa il processo storico
- La biografia: il carattere della "natura umana" in una determinata società; quale tipo di persona vive in una particolare società
- La struttura sociale: come operano i vari ordini istituzionali in una società, quali sono dominanti, che rapporti hanno tra loro, come appare la loro evoluzione, ecc.

La immaginazione sociologica dà a chi la possiede l'abilità di vedere, al di là del suo proprio ambiente e della sua individuale personalità, le più ampie strutture sociali e la relazione tra storia, biografia, struttura sociale. Alcuni ritengono che sia questa l'opera più importante di C. Wright Mills

## La visione teorica
C'è stato un lungo dibattito sul tema delle reali posizioni teoriche di Mills: egli è visto, spesso e con evidente errore, come un marxista ortodosso per via dell'enfasi che pone sulle classi sociali e sul loro ruolo nel processo storico. Altrettanto spesso altri deducono che Mills si identifica più strettamente con il lavoro di Max Weber, cui molti sociologi guardano come ad un esponente del liberalismo moderno decisamente contrario al marxismo, positivo, sofisticato e di adeguato spessore intellettuale.
Mills non ha mai accettato l'etichetta di marxista, ma confidava ai suoi più stretti collaboratori che si sentiva più vicino alle migliori correnti di un marxismo flessibile ed umanistico che ai loro oppositori. In una lettera del 3 novembre 1956 ai suoi amici Harvey and Bette Swados, Mills dichiarava "...ma non dimentichiamo che ci sono più elementi utili nel marxismo di Sweezy che in tutti i tirapiedi di J.S.Mill messi assieme" (gli intellettuali liberali).
Nella stessa lettera manifestava l'intenzione di esporre in modo chiaro e diretto la sua posizione. Una frase interessante è quella abbozzata nel seguente passaggio in nota, dalle Lettere a Tovarich(autobiographical essay) datata Fall 1957 con il titolo "On Who I Might Be and How I Got That Way".
Sulla questione se Mills avesse o no coscienza della sua posizione come più vicina a quella di Marx che a quella di Weber, sebbene sicuramente debitore ad entrambi a livello teorico, è conclusiva l'argomentazione di Stanley Aronowitz in A Mills Revival? Questa ipotesi si basa sulla visione di Mills di una società in cui si contrappongono, in modo antagonistico e secondo una logica di dominio, strati sociali sottomessi e ordini istituzionali che impongono le loro regole nelle più nascoste fessure della società.
Mills argomenta che i livelli di micro e di macro analisi si possono fondere nella immaginazione sociologica, che permette una profonda comprensione del senso storico dell'esperienza di una varietà di individui, riflessa nei vari aspetti e significati della loro vita intima e delle loro attività esteriori. Gli individui possono pienamente capire le loro esperienze solo se si collocano nel periodo storico all'interno del quale vivono. Il fattore decisivo è la combinazione di problemi privati e di questioni pubbliche: la combinazione di attività personali, legate al vissuto immediato dell'individuo ed alle sue relazioni con gli altri, con elementi che invece hanno a che fare con le istituzioni e con la società come unità complessiva in quel certo periodo storico.
Mills condivide con la sociologia marxista ed altri teorici del conflitto l'idea che la società americana sia drammaticamente divisa e sistematicamente forgiata dalle continue interazioni tra chi detiene il potere e chi ne è totalmente privo. Condivide con loro pure l'interesse per l'alienazione, per gli effetti della struttura sociale sulla personalità, per la manipolazione della gente comune realizzata dalle élite e dai mass media. Mills è riuscito a combinare queste prospettive tipicamente marxiane con un'attenta osservazione delle dinamiche psicologiche dell'individuo e delle motivazioni dei piccoli gruppi di persone, elementi nei quali i seguaci di Weber sono particolarmente dotati. Soprattutto Mills intendeva la sociologia, propriamente vissuta, come un'impresa squisitamente politica al servizio del processo democratico.
Ne L'immaginazione sociologica Mills scriveva che: "è compito politico dello scienziato sociale, come di qualsiasi altro educatore liberale, tradurre continuamente le questioni personali in problemi pubblici e questi nei termini del loro significato umano per una varietà di individui. È suo compito dimostrare nel lavoro - e come educatore altrettanto nella vita - questo tipo di immaginazione sociologica. È suo obbiettivo coltivare questa attitudine mentale tra gli uomini e le donne con cui viene a contatto pubblicamente. Per raggiungere questi obbiettivi si deve seguire la ragione e la propria individualità e farne i valori principali di una società democratica".
Un'importante messa a punto del valore del pensiero di Wright Mills nel quadro in progress della Sociologia universale durante il XX secolo, è quella di Franco Ferrarotti, inserita nell'ambito della sua introduzione alla ristampa, nel 1989, della traduzione italiana, della  Storia della Sociologia di Friedrich Jonas.